# Zaber
Zaber er en flod i Baden-Württemberg i Tyskland og en af Neckars vestlige bifloder med en længde på 22 km. 
Den udspringer i Stromberg syd for Zaberfeld, hvor den først løber gennem den lille sø Ehmetsklinge. Derefter løber floden videre i østlig retning gennem et vindistrikt med byerne Zaberfeld, Pfaffenhofen, Güglingen og Brackenheim før den munder ud i Neckar i Lauffen am Neckar. 
Zaber gav navn til regionen Zabergäu mellem de to højdedrag Stromberg og Heuchelberg.
49°05′N 9°09′Ø / 49.08°N 9.15°Ø